# Giorgio Baffo
Giorgio Alvise Baffo (Venezia, 11 agosto 1694 – Venezia, 30 luglio 1768) è stato un poeta italiano, cittadino della Repubblica di Venezia.

## Biografia

### 1694-1714, la famiglia e la giovinezza
Nato l'11 agosto 1694 a Venezia da Zan Andrea (Gian Andrea) e Chiara Querini, Zorzi Alvise apparteneva alla rilevante casata Baffo, ascritta al patriziato, della quale era l'ultimo erede maschio.
La residenza dei Baffo cambiò più volte nel corso della vita di Giorgio, tuttavia per quarant'anni la famiglia abitò in campo Santo Stefano, finché, dopo la tarda morte di Zan Andrea nel 1759, Zorzi si spostò poco distante, a Palazzo Bellavite, che si affaccia su campo San Maurizio: sulla facciata di quest'ultima Ca' Baffo, dove il poeta visse gli ultimi nove anni di vita, è stata affissa nel XX secolo una targa che, con parole di Apollinaire, ricorda la presenza del poeta.
Non si conosce il luogo e l'entità della sua formazione culturale scolastica. Le informazioni successive sono del 1714, quando, all'età di vent'anni, entra prematuramente a far parte del Maggior Consiglio, per estrazione della balla d'oro.

### Anni 1720 - 1740, politica, poesia e matrimonio
Per elezione del Maggior Consiglio, tre anni dopo l'estrazione della balla d'oro, è castellano di Peschiera (Verona), per poi, nel 1718 essere rieletto alla castellania di Asola (Mantova). Questi due incarichi fuori Venezia, per un totale di trenta mesi, costituiscono gli unici punti della sua carriera politica in Terraferma.
Nel 1720 è nuovamente a Venezia, dove per lunghi anni è uno dei magistrati urbani sotto Quaranta (cioè alle dipendenze della Quarantia). Nel 1732, con ritardo rispetto alla media, Baffo entra a far parte delle Quarantie, con un incarico alla Quarantia Criminale: la sua carriera in quest'ambito durerà fino alla morte, seppure con poche soddisfazioni, dovute a risultati elettorali poco positivi e all'appartenenza della famiglia Baffo al patriziato medio-basso. Per questi motivi e per la vicinanza agli ambienti illuministi dell'abate Antonio Schinella Conti, attraverso l'abate Alvise Grimani, Baffo conosce, negli anni 1730, la cultura filosofica d'oltralpe, che lo conduce alla scelta di una poesia licenziosa e filosoficamente aderente ai dettami epicurei.
Nell'ottobre del 1737 Giorgio Baffo sposa la clavicembalista Cecilia Sagredo, più giovane di 17 anni: tale ragione probabilmente non incontrò l'assenso della famiglia, specie del padre Zan Antonio, il che spiegherebbe le circostanze non convenzionali in cui si svolse la cerimonia (fuori parrocchia, a San Provolo, e con testimoni di dubbia estrazione sociale); tuttavia la famiglia, priva di discendenti, auspicava un'unione matrimoniale dell'unico figlio maschio (esisteva un secondogenito, che morì prematuramente). Le aspettative in tal senso furono deluse: la coppia diede alla luce solo una figlia, conducendo così a estinzione i Baffo, che dopo secoli di dinastia ebbero in Zorzi Alvise l'ultimo illustre esponente.

### Anni 1750, con gli amici e contro il clero
Nel 1750, il poeta compila il testamento, dove scrive di lasciare tutto alla moglie, preoccupato delle poche finanze di cui la casata ormai dispone.
Durante gli anni Cinquanta del Settecento copre numerose cariche politiche mediocri, che non gli danno grande prestigio e soddisfazione. È la vita licenziosa, al di fuori delle istituzioni, a interessarlo. In compagnia degli amici del patriziato, tutti appartenenti allo stesso suo ceto sociale, Baffo si diletta a diffondere le sue poesie, solo orali: più volte il poeta si oppose alle proposte di editori inglesi, che gli offrivano interessanti somme di denaro per la pubblicazione a stampa dei componimenti (che per questo saranno editi postumi, proprio a Londra).
Il 1754 è l'anno di un sonetto che manifesta adesione verso la limitazione dei poteri della Chiesa nella Repubblica di Venezia (Roma no ga più azion de reclamar), ma è anche l'anno in cui ha luogo una diatriba di carattere letterario che avrà fine solo nel 1756, nella quale il Baffo si scaglia contro Goldoni.
Nel 1756, con lo scoppio della Guerra dei Sette anni, nascono numerosi componimenti a tema storico, mentre due anni dopo, all'elezione di papa Clemente XIII, della famiglia veneziana Rezzonico, nascono dei sonetti d'invettiva contro il pontefice e il casato di appartenenza.

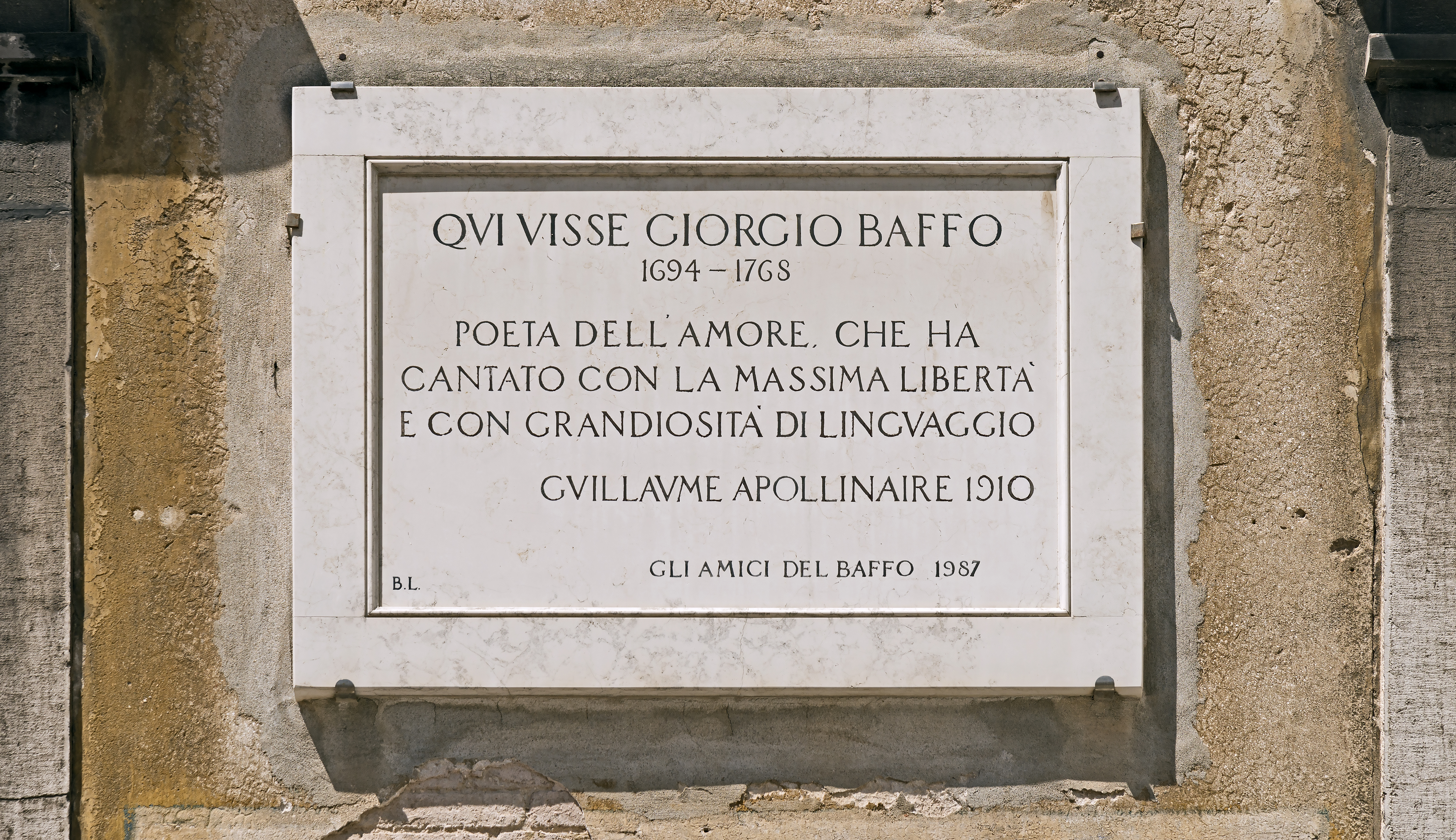
Lapide commemorativa sulla facciata di Palazzo Bellavite.

### Anni 1760, gli ultimi sonetti e la morte
Nel 1760 viene eletto alla carica di Quaranta nella Quarantia Civil Nuova. Nel 1761 si scaglia con molti sonetti contro i Gesuiti e contro gli Inquisitori di Stato, che hanno messo agli arresti l'amico Angelo Querini, che Baffo sarà pronto a celebrare nel 1763 con Come se dopo una gran longa piova, per la scarcerazione.
Negli ultimi anni di vita contrasse una grave malattia, che non gli impedì di comporre alcuni sonetti che celebrano le restrizioni imposte dal governo alla cessione di beni al clero, portando avanti la propria invettiva contro la corruzione degli ecclesiastici fino alla morte, che avvenne all'età di 74 anni, il 30 luglio del 1768. Il corpo è sepolto in gran semplicità nella chiesa di San Maurizio, adiacente all'appartamento a Palazzo Bellavite.

## LePoesie

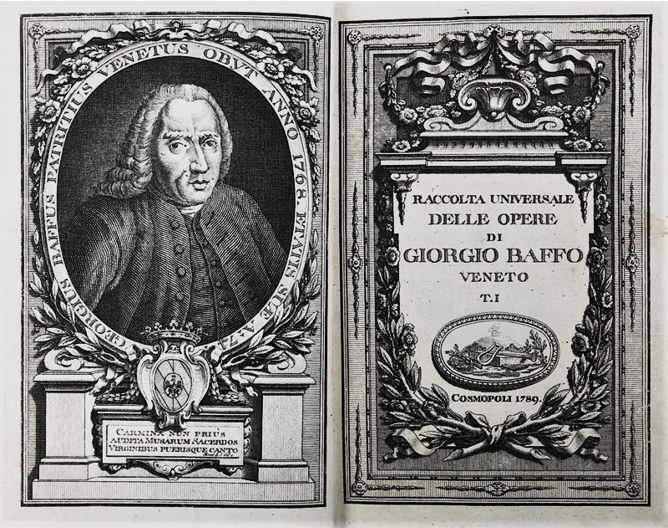
Raccolta universale delle opere di Giorgio Baffo, edizione 1789

Baffo è autore di un corpus di oltre 1200 poesie in veneziano, finito sotto il titolo di Poesie nelle edizioni moderne (cfr. bibliografia): circa 700 di questi componimenti furono raccolti in volume nell'edizione postuma del 1771, a Londra. Pur essendo autore di un numero non esiguo di opere contro la corruzione della sua città, soprattutto del clero, e su temi filosofici, Baffo resta noto soprattutto per i suoi componimenti licenziosi: tale risonanza è dovuta soprattutto al fatto che l'edizione del 1771 escludeva i testi a carattere filosofico-sociale in virtù di quelli a carattere erotico, fonte di maggiori proventi per l'editore.

## Critica
(Guillaume Apollinaire, 1910)
Molti dei contemporanei del poeta, veneziani e non, si espressero su di lui, perlopiù aspramente. Già Baffo si trovò spesso in polemica con l'artista più riconosciuto del suo tempo, Carlo Goldoni, e coi suoi seguaci, intraprendendo con essi una diatriba in versi, provocata dalla rappresentazione del Filosofo Inglese, che nel gennaio del 1754 era l'opera teatrale più vista insieme a Pamela Maritata.
Contro Giorgio Baffo si scagliò molta parte degli intellettuali del Settecento veneziano, di cui Leandro Borin, Anzolo Maria Labia, Giuseppe Baretti, Antonio Bianchi sono solo alcuni dei nomi. Proprio dell'ultimo citato è la seguente definizione della poesia barona:
L'opera di Baffo è stata vittima di una critica moralistica che lo ha perseguitato fino a tutto il Novecento. Tuttavia fu rivalutata più volte nel corso della storia e vivamente apprezzata da Stendhal e Guillaume Apollinaire, che tradusse in francese una buona parte delle sue poesie dette barone.
Ecco come lo definì Apollinaire:
Di seguito l'opinione dell'amico e discepolo Giacomo Casanova:
Nel Novecento la critica continuò a lungo a liquidare Baffo con citazioni perlopiù mirate a colpirne la licenziosità e, anche laddove Baffo è stato rivalutato, spesso la sua esegesi è rimasta a un livello superficiale di studio dei testi erotici, tralasciando l'opera nella sua interezza e le poco note questioni biografiche. Esempio archetipico di questo filone di critica anche novecentesca è Guido Almansi, che dai suoi studi sul poeta arrivò alla tiepida conclusione di definirlo meraviglioso cantore della mona, escludendo ogni implicazione storico politica.
Esiste però, nella seconda metà del XX secolo, anche un'apertura a una lettura completa e problematica dell'autore: testimone di questa corrente è Ludovico Zorzi, che per la prima volta passa a un'analisi storico-sociale degli scritti di Baffo, con attenzione alla ricerca biografica; tra i più lucidi interpreti dei valori della poesia di Baffo vi è stato anche Pier Paolo Pasolini, con un importante articolo pubblicato sul Corriere della Sera il 1º novembre 1974; l'articolo di Pasolini fa anche da premessa alla disamina di Paolo Steffan, che cerca nei componimenti di Baffo una possibile prefigurazione della vena licenziosa attiva in un filone dei sonetti romaneschi di Giuseppe Gioachino Belli.

## Opere
- Giorgio Baffo, Poesie, a cura di Piero del Negro, Milano, Arnoldo Mondadori Editore, 1991.